# Фортис, Алессандро
Алессандро Фортис (итал. Alessandro Fortis; 16 сентября 1842, Форли — 4 декабря 1909, Рим) — итальянский, политик и государственный деятель, возглавлял кабинет министров Италии с 28 марта 1905 года по 8 февраля 1906 года.

## Биография
Алессандро Фортис, после получения юридического образования, в возрасте 25 лет, поступил в отряд Джузеппе Гарибальди, в составе которого в 1867 году, участвовал в битве при Ментане.
После службы работал адвокатом в Болонье.
В 1874 и в 1876 году баллотировался как кандидат на выборах в итальянский парламент, но потерпел неудачу.
В 1880 году Алессандро Фортис всё-таки добился своего, пробившись в парламент как радикал. С тех пор он уже не покидает парламент Италии.
Вскоре Фортис явился одним из самых видных вождей крайней левой партии.
Неожиданно для многих в 1888 году Алессандро принял пост помощника министра внутренних дел в кабинете Франческо Криспи. Выйдя в отставку в 1890 году, продолжал поддерживать правительство Криспи.
В 1898 году Алессандро Фортис получил портфель министра земледелия и торговли в кабинете Луиджи Пеллу, но после преобразования его в крайне реакционном направлении в 1899 году в состав кабмина не вошел.
С марта 1905 года по февраль 1906 года сформировал и был главой собственного кабинета, придерживаясь умеренно-либеральной политики.